# Tour Opus 12
A Tour Opus 12 felhőkarcoló a párizsi La Défense negyedben, Puteaux-ban.
1973-ban épült és 100 méter magas.
2002 és 2004 között a Bouygues felújította, eltávolította az azbesztet, 3,50 m-rel meghosszabbodott kelet felé (a Tour Ariane felé), 60 cm-rel a másik oldalon, belülről újjáépítették, homlokzatát átalakították.